# نانا غيشورو
نانا غيشورو (بالإنجليزية: Nana Gichuru)‏ (14 ديسمبر 1986 –  22 سبتمبر 2015)، كانت مُمثلة ومُقدمة برامج كينية.

## روابط خارجية
نانا غيشورو على موقع IMDb (الإنجليزية)